# Metafor
Metafor (af græsk: metafora, meta = hen til, phorein = at bevæge) er et sprogligt billede, hvor en konkret genstand bruges som et billede på en mere abstrakt genstand. Herved bliver den abstrakte genstand lettere at forstå.
Et eksempel: Det er svært at vide, hvad man skal forestille sig ved et abstrakt begreb som ”Gud”. Men hvis man bruger en konkret genstand - ”far” - som billede, bliver det lettere at gøre sig en sådan forestilling.
Metaforen er en erstatningsfigur. Det abstrakte begreb ”Gud” bliver erstattet af en konkret genstand, ”far”.
Metaforen befinder sig på billedplanet, mens den mere abstrakte genstand befinder sig på realplanet. Også udsagnsord og tillægsord kan være metaforer. Her er en række metaforer med de tilsvarende abstrakte genstande, som de er billeder på:
| Billedplan | Realplan     | Eksempel                                                           |
| far        | Gud          | ”Bed til din far i himlen, og han vil hjælpe dig”                  |
| min rose   | min elskede  | ”Du er min rose.”                                                  |
| forår      | bedre tider  | ”Det har været hårde tider, men jeg tror, der er et forår på vej.” |
| visne      | blive gammel | ”Lær mig, o skov, at visne glad.”                                  |
| sort       | ond          | ”Han er det sorteste menneske, jeg kender.”                        |

Modsætningen mellem metafor og symbol ligger i, at symbolet både har en bogstavelig og en billedlig betydning i teksten (billedet), mens metaforen kun har en billedlig betydning. I symbolet tages der udgangspunkt i noget konkret, hvorefter dette konkrete gives en billedlig betydning (som solen i I østen stiger solen op). I metaforen tages der derimod udgangspunkt i noget abstrakt, hvorefter dette abstrakte belyses ved hjælp af et billede (som "Gud" belyses ved hjælp af billedet "far"). 
Metaforer kan inddeles i underkategorier:
- En udvidet metafor anvender et karakteristikum i det videre billede. Et klassisk graffitieksempel er: "Kvinder/mænd er toiletter. Enten er de optaget, eller også er de fulde af lort". Her anvendes to kendetegn ved et toilet til at beskrive det modsatte køn.
- En blandet metafor bruger flere sproglige billeder, der ikke stemmer overens med hinanden i samme sætning. "Politikeren tog tyren ved hornene og spillede over midtbanen". Her bliver ordsprog og boldudtryk brugt om samarbejde mellem højre- og venstrefløj.
- En aktiv metafor skaber billeddannelse hos modtageren og måske også er overraskende. "Plastik-menneske" er et eksempel.
- En absolut metafor er kan ikke finde umiddelbar sammenhæng mellem første og andet objekt. "Du er min rose". Sammenhængen mellem rosen og du-personen er ikke umiddelbart gennemskuelig.
- En kompleks metafor er kendetegnet ved, at den bygger på en anden metafor. "Han kastede lys over sagen" er kendetegnet ved, at lyset i sig selv er en metafor, og at kaste med lys er en videre metafor.
- En dvælende metafor er en metafor, der umiskendeligt kan betegnes som en metafor, men hvor den overraskende effekt er fjernet. "Hundesulten" kan være et eksempel – der er tydeligvis tale om et sprogligt billede, men ingen overraskelse i udtrykket.

Der er mange grænsetilfælde, og sondringen mellem forskellige underkategorier afhænger af formålet med opdelingen. Nogle mener ikke, at direkte sammenligninger ("Hun er som en rose") bør medregnes til metaforer. Andre tillader det.